# Theodor Capidan
Theodor Capidan (n. 28 aprilie 1879, Prilep, Imperiul Otoman – d. 1 septembrie 1953, București, România) a fost un lingvist român.

## Biografie
S-a născut în Perlepe (Macedonia), din negustori aromâni. A făcut școala primară în Perlepe, iar liceul în București. A devenit doctor în filologia romanică la Universitatea din Leipzig, având ca îndrumător pe profesorul Gustav Weigand. 
A fost asistent la „Institutul Balcanic” din Leipzig, profesor de limba română și director la Școala Superioară de Comerț în limba română din Salonic între 1902-1919, conferențiar de dialecte transdanubiene la Universitatea din Cluj, între 1924-1937, dar și profesor, apoi decan, 1927-1928 și prodecan, 1928-1929. În 1937 a devenit profesor de limbi romanice la Universitatea din București. A colaborat la redactarea Dicționarului limbii române (DA), începând cu 1910. Din 1948 a continuat să activeze în cadrul Institutului de Lingvistică al Academiei Române.
Fiind un nativ din zonă și specialist în studiul limbii și trecutului românilor din Peninsula Balcanică, a adus contribuții marcante la studiul procesului de geneză a limbii române, recunoscând și aportul considerabil pe care l-au avut influențele alogene în acest proces. De asemenea, a abordat și evoluția relațiilor românilor de la nord de Dunăre, cu celelalte popoare din Peninsula Balcanică..

Th. Capidan a fost autor al unor monografii lingvistice și etnografice referitoare la limba română și la dialectele sale sud-dunărene: aromân, meglenoromân și istroromân. S-a ocupat în special cu studiul limbii meglenoromâne sub numeroase aspecte: lexic, fonologie, etimologie, literatură populară și istoria limbii și a vorbitorilor ei.

## Opera
- Meglenoromânii, București, 1925-1935
  - vol. I: Istoria și graiul lor;
  - vol. II: Literatura populară la meglenoromâni;
  - vol. III: Dicționar meglenoromân.
- Fărșeroții: studiu lingvistic asupra românilor din Albania, Cluj, 1930;
- Aromânii: dialectul aromân, studiu lingvistic, București, 1932.
- În 1943 a publicat monografia Limbă și cultură, în prefața căreia a afirmat: „Privind limba ca supremul instrument al conștiinței românești, ea nu se înfățișază numai ca un reflex al spiritului și al felului de a vedea lumea, ci reprezintă și expresia soartei noastre: numai prin limbă noi ne dăm seama de ceea ce am ajuns și suntem în mijlocul popoarelor ce ne înconjoară. Ea ne aparține mai mult decât oricare altă moștenire spirituală, pentru că numai în ea se resfrânge sufletul poporului nostru și întreaga realitate a vieții noastre spirituale.”

## Afilieri
- În 1928 a fost ales membru corespondent al Academiei Române, iar în 1935 a fost numit membru titular.

## Decorații
- Ordinul „Coroana României” în gradul de Comandor (31 mai 1932)[6]
- Semnul Onorific „Răsplata Muncii pentru 25 ani în Serviciul Statului” (13 octombrie 1941)[7]